# Olympische Sommerspiele 2008/Leichtathletik – Diskuswurf (Frauen)

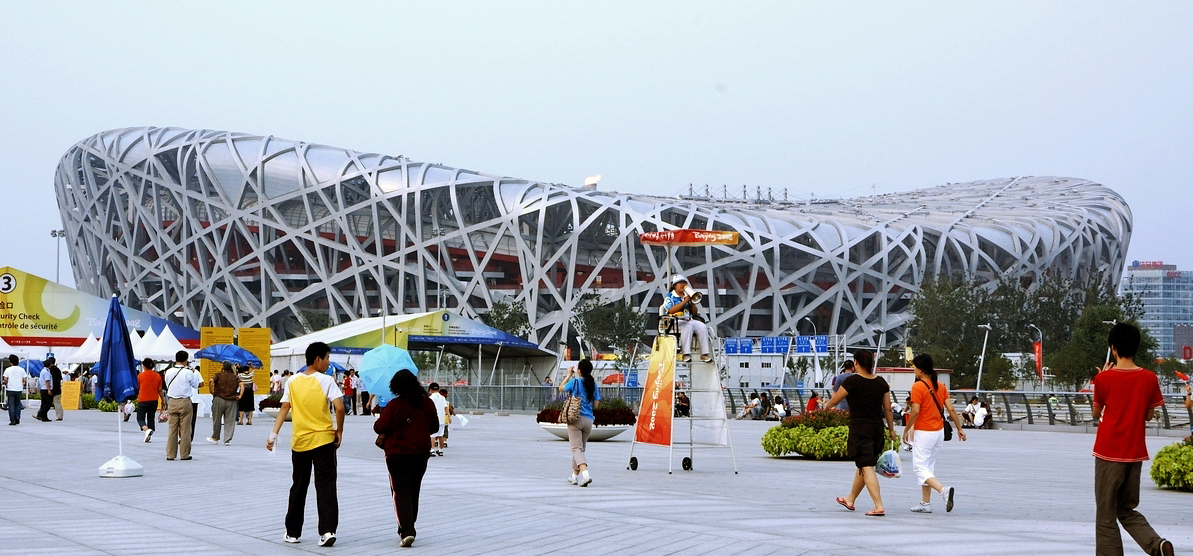
Das Vogelnest – Olympiastadion von Peking

Der Diskuswurf bei den Olympischen Spielen 2008 in Peking wurde am 15. und 18. August 2008 ausgetragen. 38 Athletinnen nahmen teil.
Olympiasiegerin wurde die US-Amerikanerin Stephanie Brown Trafton. Olena Antonowa aus der Ukraine gewann die Silbermedaille, Bronze ging an die Chinesin Song Aimin.

## Aktuelle Titelträgerinnen
| Olympiasiegerin 2004                       | Natalja Sadowa ( Russland)           | 67,02 m | Athen 2004          |
| Weltmeisterin 2007                         | Franka Dietzsch ( Deutschland)       | 66,61 m | Ōsaka 2007          |
| Europameisterin 2006                       | Darja Pischtschalnikowa ( Russland)  | 65,55 m | Göteborg 2006       |
| Panamerikanischer Meisterin 2007           | Yarelys Barrios ( Kuba)              | 61,72 m | Rio de Janeiro 2007 |
| Zentralamerika- und Karibik-Meisterin 2008 | Yarelys Barrios ( Kuba)              | 62,87 m | Cali 2008           |
| Südamerika-Meisterin 2007                  | Elisângela Adriano ( Brasilien)      | 59,85 m | São Paulo 2007      |
| Asienmeisterin 2007                        | Liu Xiangrong ( Volksrepublik China) | 61,30 m | Amman 2007          |
| Afrikameisterin 2004                       | Elizna Naudé ( Südafrika)            | 55,34 m | Addis Abeba 2008    |
| Ozeanienmeisterin 2008                     | Tereapii Tapoki ( Cookinseln)        | 50,59 m | Saipan 2008         |

## Bestehende Rekorde
| Weltrekord         | 76,80 m | Gabriele Reinsch ( DDR) | Neubrandenburg, DDR (heute Deutschland) | 9. Juli 1988       |
| Olympischer Rekord | 72,30 m | Martina Hellmann ( DDR) | Finale OS Seoul, Südkorea               | 29. September 1988 |

Der schon seit 1980 bestehende olympische Rekord wurde auch bei diesen Spielen nicht erreicht. Der weiteste Wurf gelang der US-amerikanischen Olympiasiegerin Stephanie Brown Trafton mit 64,74 m in ihrem ersten Versuch im Finale am 18. August. Damit blieb sie 7,56 m unter dem Olympia- und 12,06 m unter dem Weltrekord.

## Doping
Auch der Diskuswurf der Frauen blieb nicht von der Dopingproblematik verschont.
Bei der Kubanerin Yarelys Barrios wurde im Rahmen von Nachtests der Dopingproben der Olympischen Sommerspiele 2008 das verbotene Diuretikum Acetazolamid entdeckt. Daraufhin wurde ihr die zunächst errungene Silbermedaille aberkannt.
Die im Finale nach ihr platzierten Athletinnen rückten in der offiziellen Wertung jeweils einen Platz nach vorne.
Leidtragende dieses Dopingbetrugs waren vor allem folgende drei Athletinnen:
- Song Aimin, Volksrepublik China – Sie musste acht Jahre lang davon ausgehen, medaillenlos geblieben zu sein. Dann endlich erhielt sie ihre Bronzemedaille, was da nur ein schwacher Ausgleich war. Außerdem hatte sie nicht an der Siegerehrung teilnehmen können.
- Dani Samuels, Australien – Ihr hätten im Finale als achtplatzierte Teilnehmerin drei weitere Würfe zugestanden.
- Dragana Tomašević, Serbien – Ihr blieb als nach der Qualifikation zwölftplatzierte Werferin die Finalteilnahme verwehrt.

## Legende
Kurze Übersicht zur Bedeutung der Symbolik – so üblicherweise auch in sonstigen Veröffentlichungen verwendet:
| – | verzichtet |
| x | ungültig   |

## Qualifikation
Neun Athletinnen (hellblau unterlegt) übertrafen die direkte Finalqualifikationsweite von 61,50 m. Damit war die Mindestanzahl von zwölf Finalteilnehmerinnen nicht erreicht und das Finalfeld wurde mit den drei nächstbesten Starterinnen beider Gruppen (hellgrün unterlegt) auf zwölf Wettbewerberinnen aufgefüllt. So mussten schließlich 60,28 m für die Finalteilnahme erbracht werden. Zu den neun direkt für das Finale qualifizierten Werferinnen gehörte auch die Dopingbetrügerin Yarelys Barrios, sodass schließlich nur elf Athletinnen in die Finalwertung kamen.

### Gruppe A
15. August 2008, 19:55 Uhr
| Platz | Name                    | Nation              | 1. Versuch | 2. Versuch | 3. Versuch | Weite   | Anmerkung                               |
| ----- | ----------------------- | ------------------- | ---------- | ---------- | ---------- | ------- | --------------------------------------- |
| 1     | Stephanie Brown Trafton | USA                 | 57,78 m    | x          | 62,77 m    | 62,77 m |                                         |
| 2     | Iryna Jattschanka       | Belarus             | 62,26 m    | –          | –          | 62,26 m |                                         |
| 3     | Mélina Robert-Michon    | Frankreich          | x          | 55,28 m    | 62,21 m    | 62,21 m |                                         |
| 4     | Dani Samuels            | Australien          | x          | x          | 61,72 m    | 61,72 m |                                         |
| 5     | Olena Antonowa          | Ukraine             | 61,25 m    | 60,61 m    | 59,92 m    | 61,25 m |                                         |
| 6     | Elina Swerawa           | Belarus             | x          | 60,28 m    | 59,60 m    | 60,28 m |                                         |
| 7     | Natalija Semenowa       | Ukraine             | x          | 60,18 m    | x          | 60,18 m |                                         |
| 8     | Wioletta Potępa         | Polen               | 59,44 m    | 59,20 m    | 59,10 m    | 59,44 m |                                         |
| 9     | Joanna Wiśniewska       | Polen               | 59,40 m    | 58,08 m    | x          | 59,40 m |                                         |
| 10    | Elisângela Adriano      | Brasilien           | x          | x          | 58,84 m    | 58,84 m |                                         |
| 11    | Kateryna Karsak         | Ukraine             | x          | 53,14 m    | 58,61 m    | 58,61 m |                                         |
| 12    | Vera Begić              | Kroatien            | 55,87 m    | 58,50 m    | x          | 58,50 m |                                         |
| 13    | Ma Xuejun               | Volksrepublik China | 58,45 m    | x          | 56,84 m    | 58,45 m |                                         |
| 14    | Suzy Powell-Roos        | USA                 | 56,02 m    | x          |            | 56,02 m |                                         |
| 15    | Philippa Roles          | Großbritannien      | x          | 59,85 m    | 57,44 m    | 57,44 m |                                         |
| 16    | Harwant Kaur            | Indien              | 56,38 m    | 56,38 m    | 56,42 m    | 56,42 m |                                         |
| 17    | Oxana Jessiptschuk      | Russland            | 54,91 m    | 54,34 m    | 55,07 m    | 55,07 m |                                         |
| 18    | Tereapii Tapoki         | Cookinseln          | 46,77 m    | 44,11 m    | 48,35 m    | 48,35 m |                                         |
| DOP   | Yarelys Barrios         | Kuba                | 62,23 m    | –          | –          | 62,23 m | im Finale dabei, später disqualifiziert |

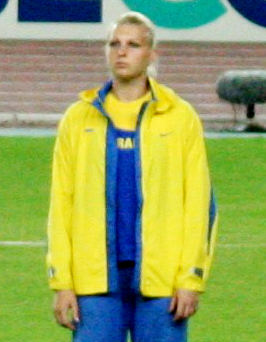
Natalija Semenowa – ausgeschieden mit 60,18 m

Weitere in Qualifikationsgruppe A ausgeschiedene Diskuswerferinnen:

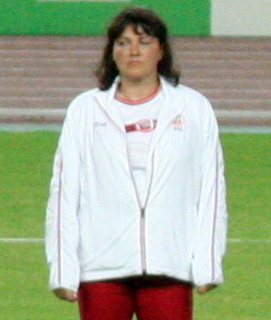
Joanna Wiśniewska – 59,14 m
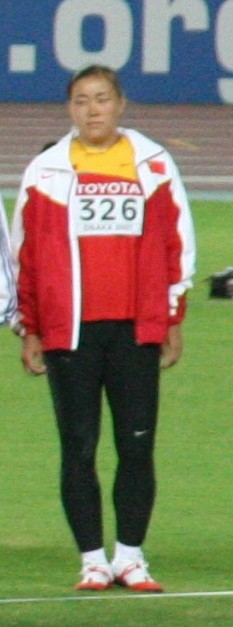
Ma Xuejun – 58,45 m
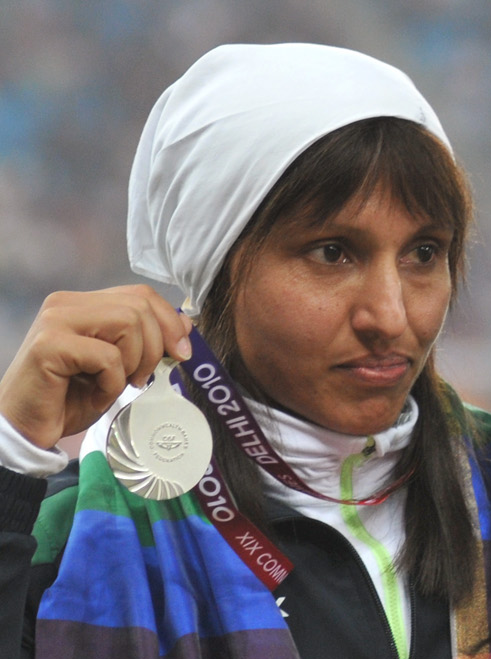
Harwant Kaur – 56,42 m

### Gruppe B
15. August 2008, 21:20 Uhr
| Platz | Name                      | Nation              | 1. Versuch | 2. Versuch | 3. Versuch | Weite   | Anmerkung                              |
| ----- | ------------------------- | ------------------- | ---------- | ---------- | ---------- | ------- | -------------------------------------- |
| 1     | Nicoleta Grasu            | Rumänien            | 57,51 m    | 62,51 m    | –          | 62,51 m |                                        |
| 2     | Aretha Thurmond           | USA                 | 58,70 m    | 61,90 m    | –          | 61,90 m |                                        |
| 3     | Song Aimin                | Volksrepublik China | 59,89 m    | 61,31 m    | 61,67 m    | 61,67 m |                                        |
| 4     | Věra Pospíšilová-Cechlová | Tschechien          | 61,61 m    | –          | –          | 61,61 m |                                        |
| 5     | Li Yanfeng                | Volksrepublik China | 60,99 m    | 61,29 m    | –          | 61,29 m |                                        |
| 6     | Dragana Tomašević         | Serbien             | 55,59 m    | x          | 60,19 m    | 60,19 m | eigentlich für das Finale qualifiziert |
| 7     | Yania Ferrales            | Kuba                | 59,87 m    | 58,73 m    | 59,85 m    | 59,87 m |                                        |
| 8     | Swetlana Saikina          | Russland            | x          | x          | 59,48 m    | 59,48 m |                                        |
| 9     | Elizna Naudé              | Südafrika           | 58,75 m    | 57,09 m    | 58,35 m    | 58,75 m |                                        |
| 10    | Krishna Poonia            | Indien              | 57,31 m    | 58,23 m    | 58,15 m    | 58,23 m |                                        |
| 11    | Natalja Sadowa            | Russland            | x          | 58,11 m    | 57,76 m    | 58,11 m |                                        |
| 12    | Beatrice Faumuina         | Neuseeland          | 57,15 m    | x          | 54,49 m    | 57,15 m |                                        |
| 13    | Hanna Mazgunova           | Belarus             | x          | x          | 56,77 m    | 56,77 m |                                        |
| 14    | Anna Söderberg            | Schweden            | x          | 55,28 m    | 53,48 m    | 55,28 m |                                        |
| 15    | Zinaida Sendriūtė         | Litauen             | 54,81 m    | 53,41 m    | 52,42 m    | 54,81 m |                                        |
| 16    | Wenera Getowa             | Bulgarien           | 52,51 m    | 54,00 m    | 52,40 m    | 54,00 m |                                        |
| 17    | Dorothea Kalpakidou       | Griechenland        | x          | 53,00 m    | 51,61 m    | 53,00 m |                                        |
| 18    | Rocío Comba               | Argentinien         | x          | x          | 51,36 m    | 51,36 m |                                        |
| NM    | Żaneta Glanc              | Polen               | x          | x          | x          | ogV     |                                        |

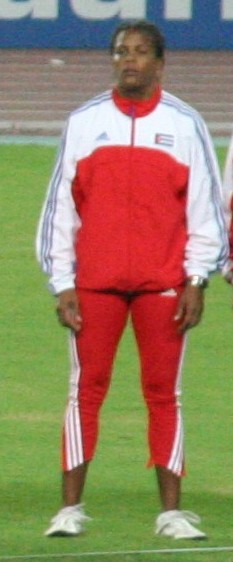
Yania Ferrales – ausgeschieden mit 59,87 m

Weitere in Qualifikationsgruppe B ausgeschiedene Diskuswerferinnen:

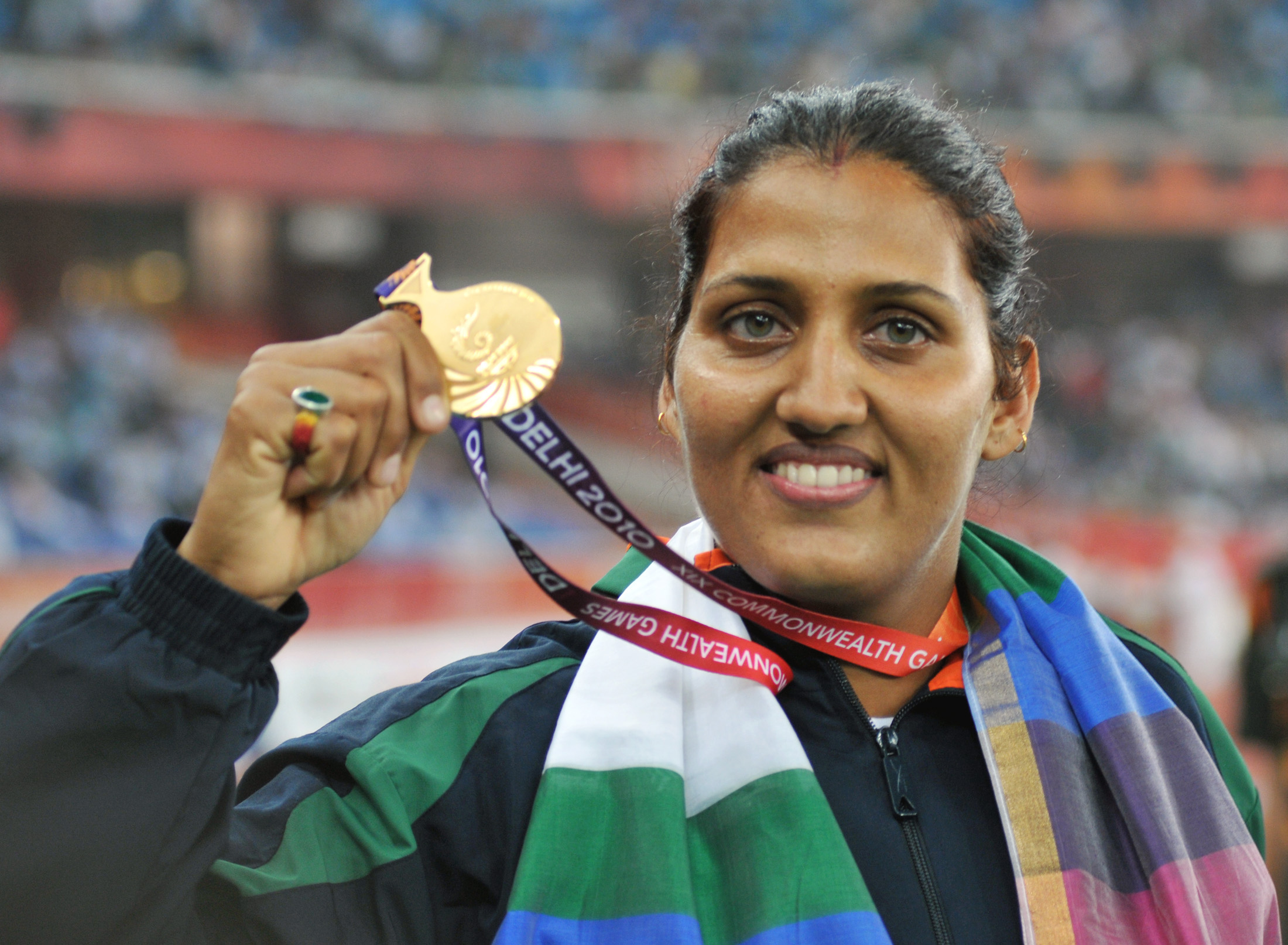
Krishna Poonia – 58,23 m
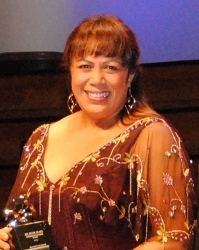
Beatrice Faumuina – 57,15 m
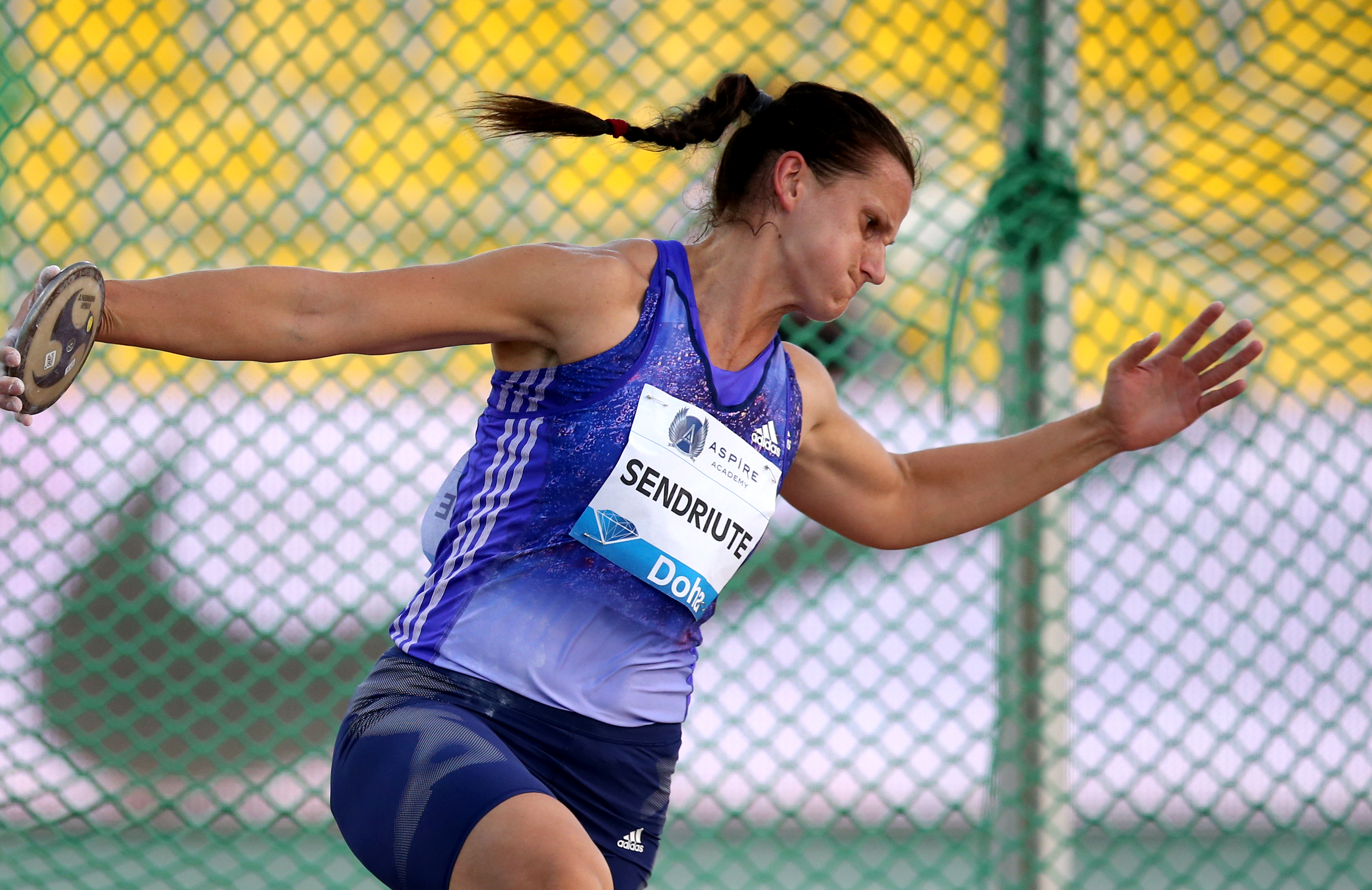
Zinaida Sendriūtė – 54,81 m

## Finale
18. August 2008, 19:00 Uhr
| Platz | Name                      | Nation              | 1. Versuch | 2. Versuch | 3. Versuch | 4. Versuch                                    | 5. Versuch                                    | 6. Versuch                                    | Endresultat | Anmerkung                     |
| ----- | ------------------------- | ------------------- | ---------- | ---------- | ---------- | --------------------------------------------- | --------------------------------------------- | --------------------------------------------- | ----------- | ----------------------------- |
| 1     | Stephanie Brown Trafton   | USA                 | 64,74 m    | x          | x          | 58,39 m                                       | 61,30 m                                       | x                                             | 64,74 m     |                               |
| 2     | Olena Antonowa            | Ukraine             | 60,79 m    | 62,16 m    | x          | 60,50 m                                       | 62,59 m                                       | 62,34 m                                       | 62,59 m     |                               |
| 3     | Song Aimin                | Volksrepublik China | 56,41 m    | 59,55 m    | 62,17 m    | 61,75 m                                       | 62,20 m                                       | 60,51 m                                       | 62,20 m     |                               |
| 4     | Věra Pospíšilová-Cechlová | Tschechien          | x          | 61,08 m    | x          | 58,74 m                                       | 61,75 m                                       | 61,66 m                                       | 61,75 m     |                               |
| 5     | Elina Swerawa             | Belarus             | 60,43 m    | 60,10 m    | x          | x                                             | 60,34 m                                       | 60,82 m                                       | 60,82 m     |                               |
| 6     | Li Yanfeng                | Volksrepublik China | 60,68 m    | x          | 59,72 m    | x                                             | x                                             | 60,62 m                                       | 60,68 m     |                               |
| 7     | Mélina Robert-Michon      | Frankreich          | 60,49 m    | x          | x          | x                                             | 60,66 m                                       | 60,45 m                                       | 60,66 m     |                               |
|       |                           |                     |            |            |            |                                               |                                               |                                               |             |                               |
| 8     | Dani Samuels              | Australien          | 57,14 m    | x          | 60,15 m    | eigentlich zu drei weiteren Würfen berechtigt | eigentlich zu drei weiteren Würfen berechtigt | eigentlich zu drei weiteren Würfen berechtigt | 60,15 m     |                               |
| 9     | Aretha Thurmond           | USA                 | 56,72 m    | 59,80 m    | 57,99 m    | nicht im Finale der besten acht Werferinnen   | nicht im Finale der besten acht Werferinnen   | nicht im Finale der besten acht Werferinnen   | 59,80 m     |                               |
| 10    | Iryna Jattschanka         | Belarus             | x          | x          | 59,27 m    | nicht im Finale der besten acht Werferinnen   | nicht im Finale der besten acht Werferinnen   | nicht im Finale der besten acht Werferinnen   | 59,27 m     |                               |
| 11    | Nicoleta Grasu            | Rumänien            | 58,63 m    | x          | x          | nicht im Finale der besten acht Werferinnen   | nicht im Finale der besten acht Werferinnen   | nicht im Finale der besten acht Werferinnen   | 58,63 m     |                               |
| DOP   | Yarelys Barrios           | Kuba                | 63,17 m    | 63,64 m    | 62,22 m    | 62,12 m                                       | x                                             | 60,30 m                                       | 63,64 m     | disqualifiziert nach 8 Jahren |

Für das Finale hatten sich zwölf Athleten qualifiziert, neun von ihnen über die Qualifikationsweite, weitere drei über ihre Platzierungen. Vertreten waren je zwei Chinesinnen, US-Amerikanerinnen und Weißrussinnen sowie jeweils eine Teilnehmerin aus Australien, Frankreich, Kuba, Rumänien, Tschechien und der Ukraine. Zu ihnen gehörte die Kubanerin Yarelys Barrios, die wie oben im Abschnitt „Doping“ beschrieben acht Jahre nach Austragung des Wettbewerbs wegen Dopingmissbrauchs disqualifiziert wurde.
Zum Kreis der Favoritinnen gehörte vor allem die deutsche Weltmeisterin von 2005 und 2007 Franka Dietzsch. Doch diese sagte ihre Teilnahme am olympischen Wettbewerb aus gesundheitlichen Gründen ab. Eine weitere Athletin mit sehr guten Medaillenchancen war die gedopte und später disqualifizierte Kubanerin Yarelys Barrios. Zu den weiteren Medaillenkandidatinnen gehörten die rumänische Olympiafünfte von 2004, WM-Fünfte von 2005, EM-Dritte von 2006 und WM-Dritte von 2007 Nicoleta Grasu, die tschechische Olympiadritte von 2004, WM-Dritte von 2005 und EM-Siebte von 2006 Věra Pospíšilová-Cechlová sowie die Ukrainerin Olena Antonowa als WM-Achte von 2005 und WM-Fünfte von 2007.
Nach dem ersten Durchgang des Finales führte die US-Amerikanerin Stephanie Brown Trafton mit einem Wurf von 64,74 m vor der gedopten Barrios (63,17 m), Antonowa (60,79 m) und der Chinesin Li Yanfeng (60,68 m). Mit knappen Abständen folgten die Französin Mélina Robert-Michon (60,49 m) und die Weißrussin Elina Swerawa (60,43 m). Es war davon auszugehen, dass dies ein Anfang war, denn nur fünf Athletinnen hatten die 60-Meter-Marke übertroffen und auch die Führungsweite lag deutlich hinter den Weiten zurück, die bei großen Meisterschaften in den letzten Jahren erzielt worden waren. Doch der Wettbewerb wollte nicht mehr so recht Fahrt aufnehmen. Im Kampf um die Medaillen gab es zwar noch Verschiebungen und Verbesserungen, Brown Traftons Weite aus Runde eins sollte jedoch bis zuletzt als Spitzenergebnis Bestand haben und brachte der US-Amerikanerin den überraschenden Olympiasieg.
In Runde zwei gab es hinter Brown Trafton zwei Verbesserungen in den Weiten durch Barrios (63,17 m) und Antonowa (62,16 m). Eine Veränderung der Platzierungen auf den Rängen eins bis drei gab es dadurch jedoch nicht. Pospíšilová-Cechlová setzte sich mit 61,08 m auf den vierten Platz. Im dritten Durchgang gelangen der Chinesin Song Aimin 62,17 m, sie schob sich damit einen Zentimeter vor Antonowa auf den dritten Platz. In der vorletzten Versuchsreihe konterte die Ukrainerin mit 62,59 m. Auch Song (62,20 m), Pospíšilová-Cechlová (61,75 m) und Robert-Michon (60,66 m) verbesserten ihre Weiten, was jedoch keine Auswirkungen auf die Rangfolge hatte. Im letzten Durchgang brachte nur noch Swerawas Wurf von 60,82 m eine letzte Veränderung.
Erst acht Jahre nach diesem Wettbewerb ergab sich durch Disqualifikation der zunächst zweitplatzierten Yarelys Barrios die endgültige Reihenfolge und Medaillenvergabe hinter Olympiasiegerin Stephanie Brown Trafton. Silber errang Olena Antonowa, Song Aimin sicherte sich die Bronzemedaille. Vierte wurde Věra Pospíšilová-Cechlová vor Elina Swerawa und Li Yanfeng. Rang sieben belegte Mélina Robert-Michon vor der Australierin Dani Samuels.
Stephanie Brown Trafton gewann die zweite Goldmedaille für die USA im Diskuswurf der Frauen nach Lillian Copelands Olympiasieg 1932 in Los Angeles.

Olena Antonowa und Song Aimin errangen die jeweils ersten Medaillen für die Ukraine bzw. China in dieser Disziplin.

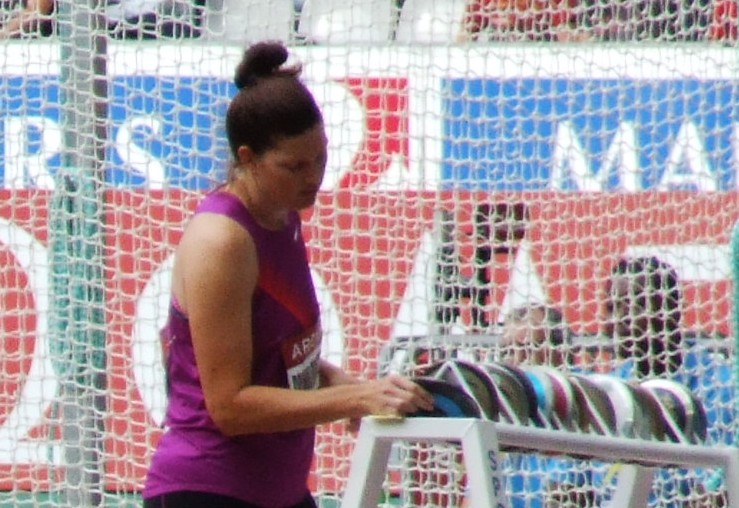
Überraschungssiegerin Stephanie Brown Trafton
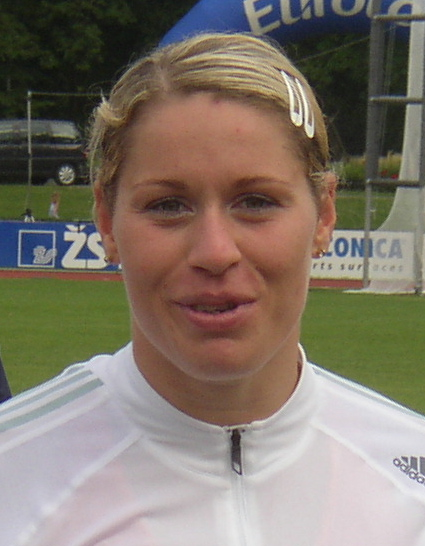
Věra Pospíšilová-Cechlová belegte nach Bronze vor vier Jahren nun den vierten Platz
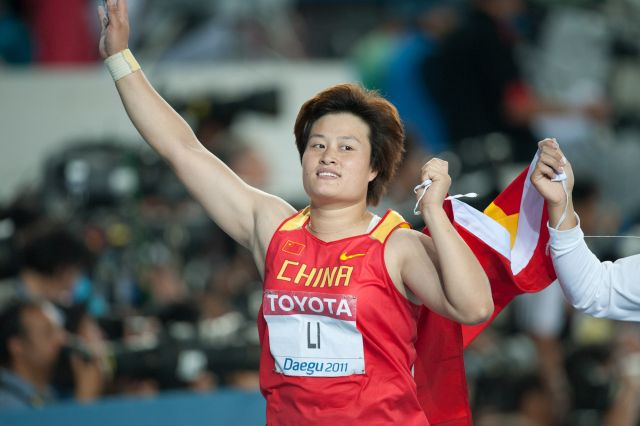
Die Olympiasechste Li Yanfeng

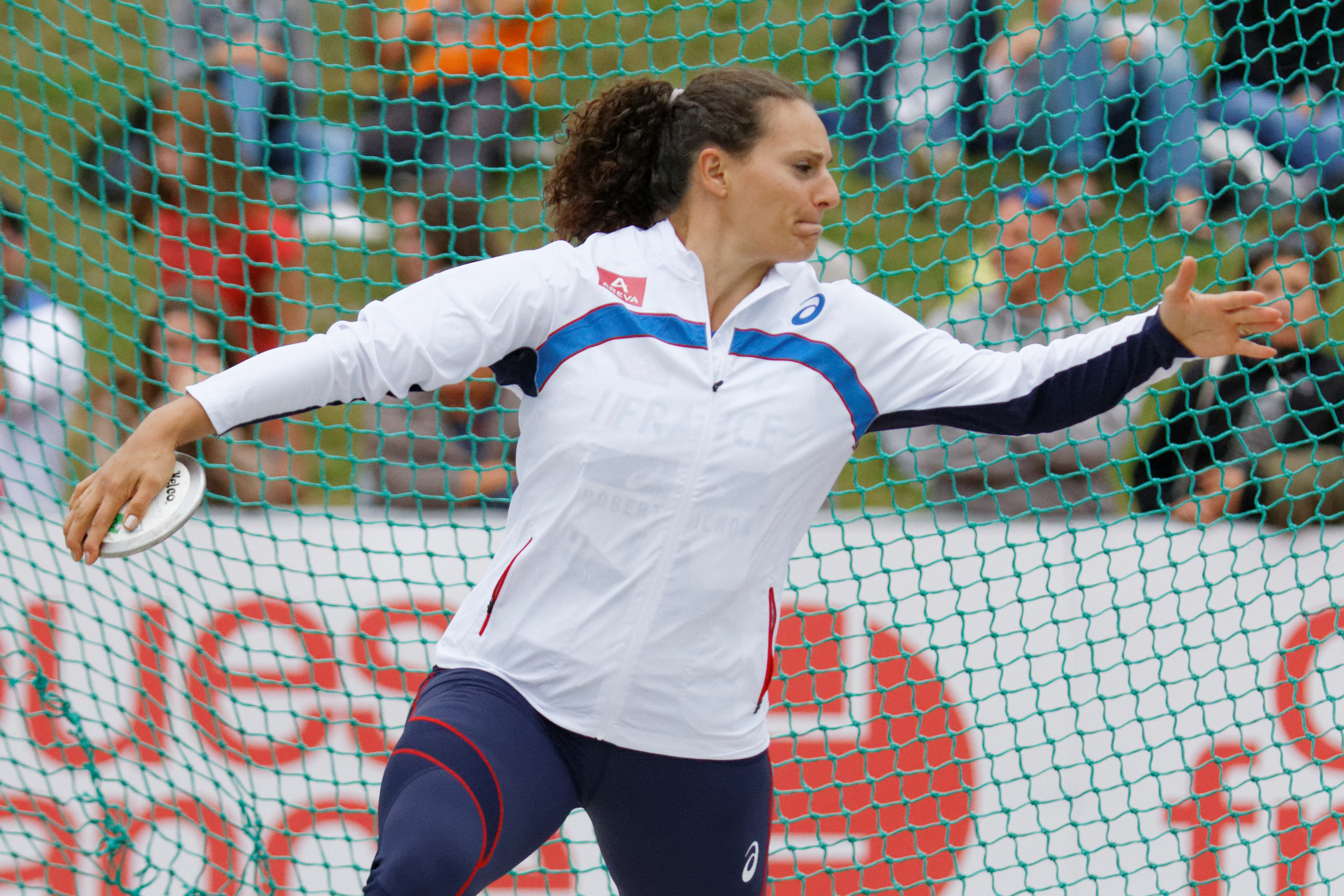
Mélina Robert-Michon kam auf Platz sieben
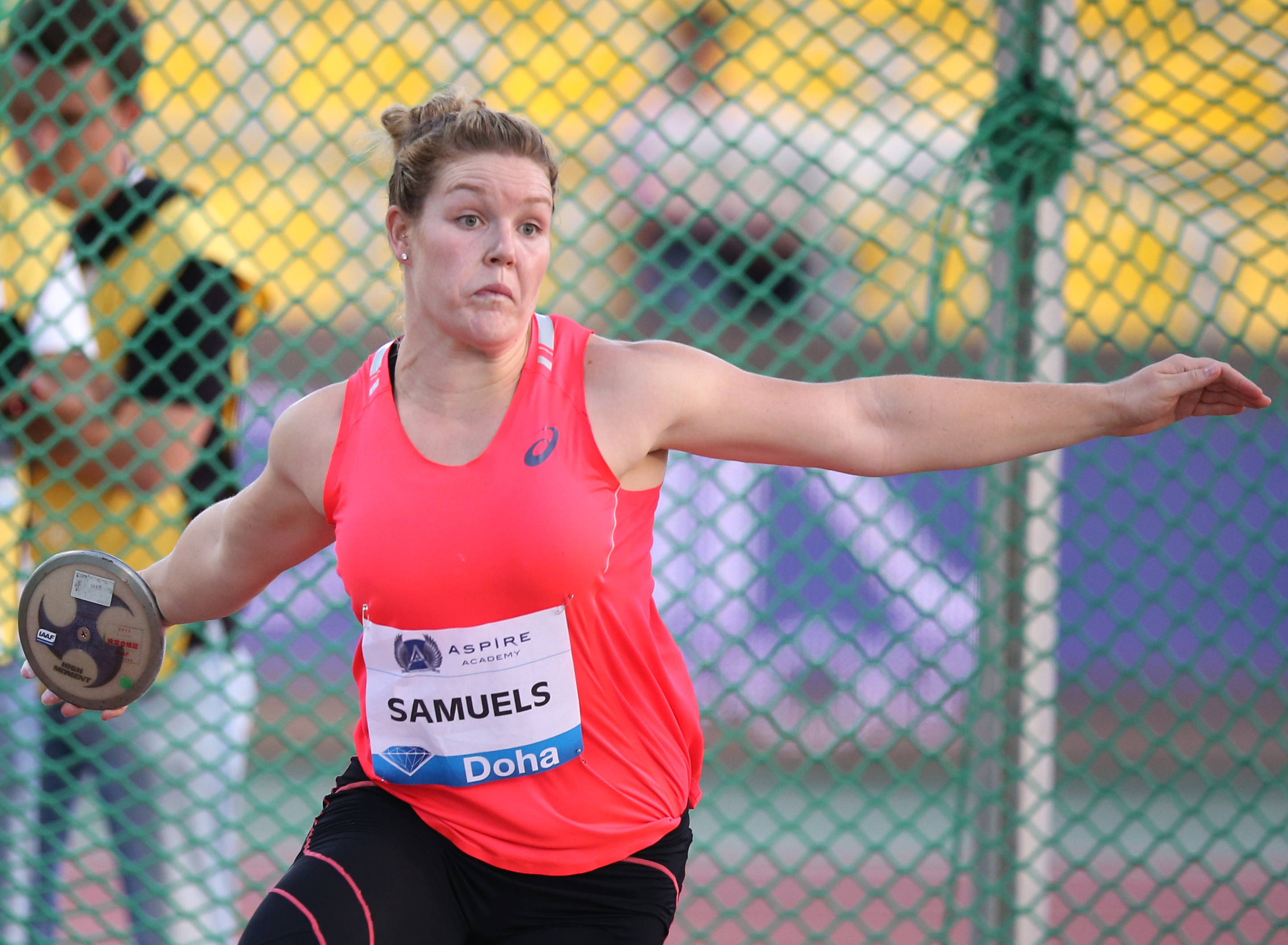
Die achtplatzierte Dani Samuels
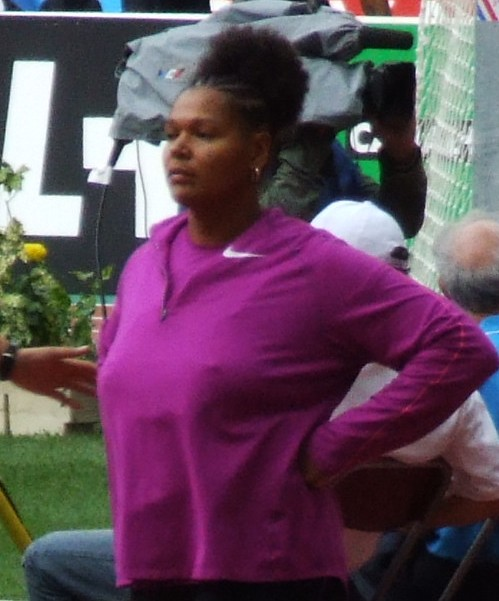
Rang neun für Aretha Thurmond

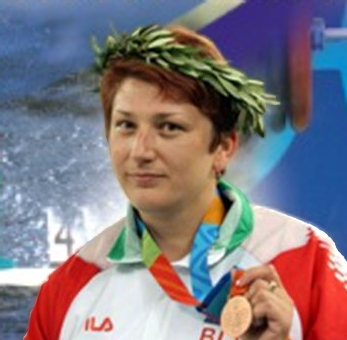
Iryna Jattschanka wurde Olympiazehnte
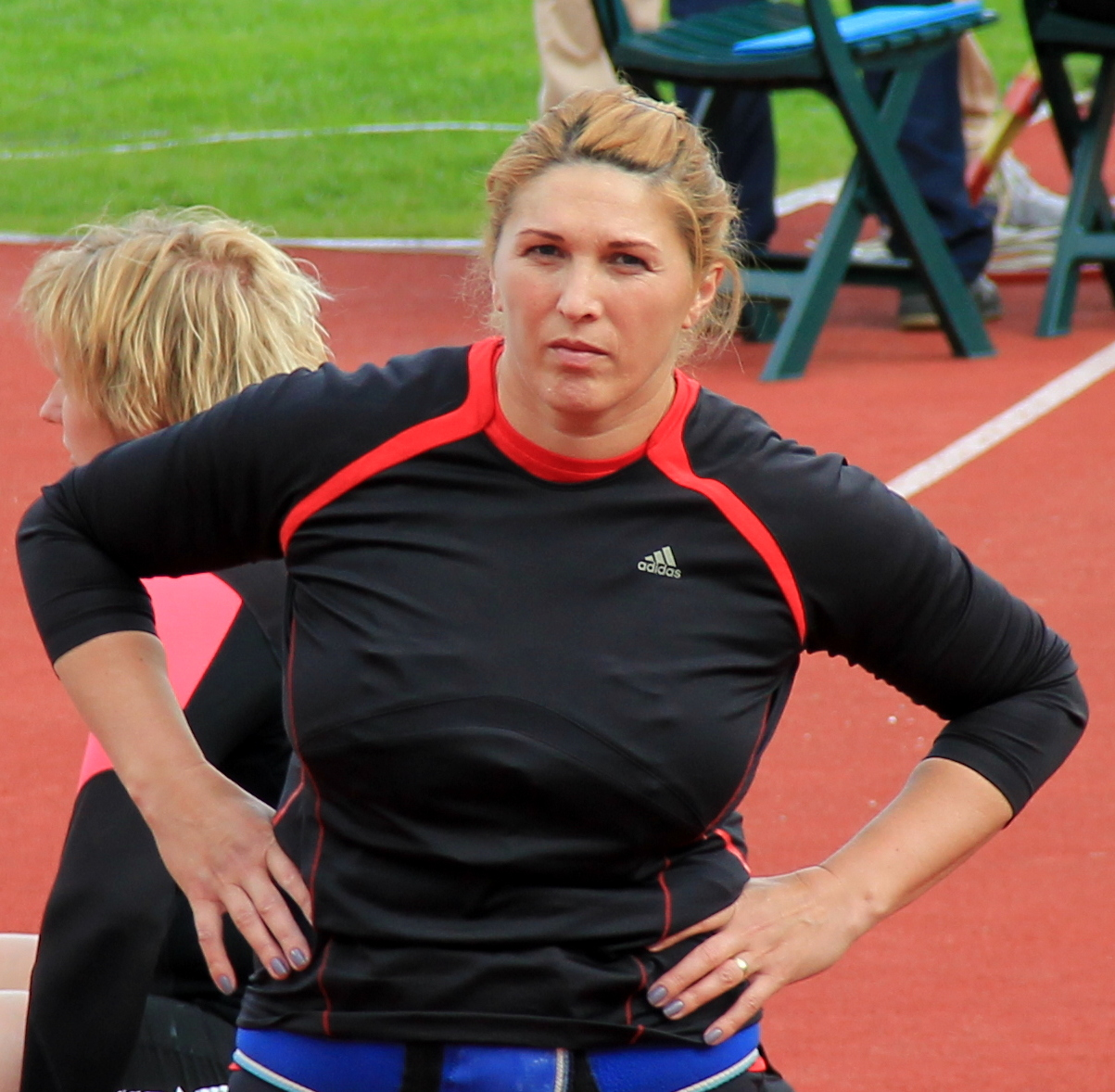
Nicoleta Grasu erreichte den elften Rang
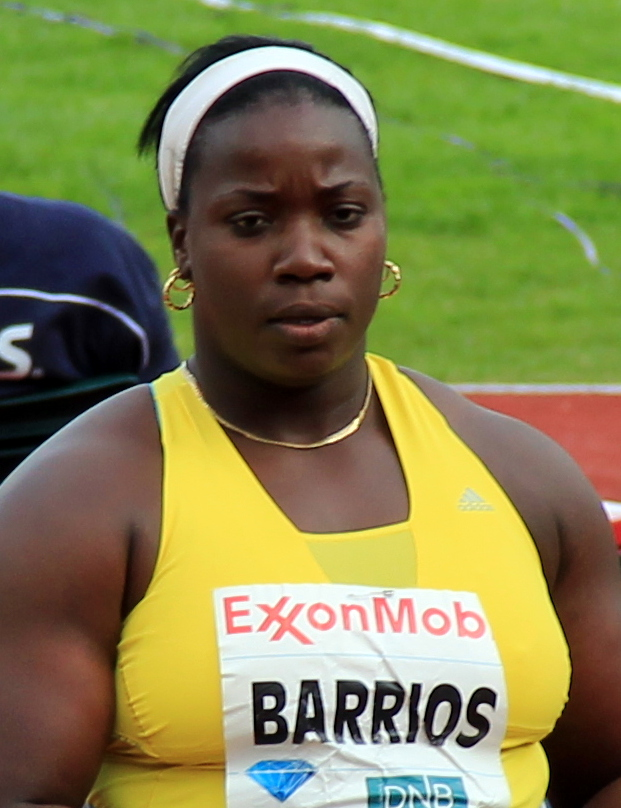
Yarelys Barrios – gedopt und disqualifiziert

## Video
- Athletics - Women's Discus Final - Beijing 2008 Summer Olympic Games, youtube.com, abgerufen am 18. März 2022